# Мєндзижець-Підляський (гміна)
Гміна Мендзижець-Підляський (пол. Gmina Międzyrzec Podlaski) — сільська гміна у східній Польщі. Належить до Більського повіту Люблінського воєводства.
Станом на 31 грудня 2011 у гміні проживало 10527 осіб.

## Площа
Згідно з даними за 2007 рік площа гміни становила 261.58 км², у тому числі:
- орні землі: 66.00%
- ліси: 26.00%

Таким чином, площа гміни становить 9.50% площі повіту.

## Населення
Станом на 31 грудня 2011:
| Опис     | Загалом | Загалом | Чоловіки | Чоловіки | Жінки | Жінки |
| -------- | ------- | ------- | -------- | -------- | ----- | ----- |
| одиниця  | осіб    | %       | осіб     | %        | осіб  | %     |
| все      | 10527   | 100     | 5295     | 50.30    | 5232  | 49.70 |
| міське   | 0       | 100     | 0        |          | 0     |       |
| сільське | 10527   | 100     | 5295     | 50.30    | 5232  | 49.70 |

## Сусідні гміни
Гміна М'єндзижець-Подляський межує з такими гмінами: Біла Підляська, Дрелюв, Гушлев, Конколевниця, Межиріччя, Ольшанка, Тшебешув, Збучин.